# Gotthard Kettler
Gotthard von Kettler, eller Ketteler, (tysk: Gotthard Kettler, Herzog von Kurland; 1517 ved Anröchte i Kreis Soest – 17. maj 1587 i Mitau) var den sidste stormester af den Tyske Orden og den første Hertug af Kurland og Semgallen.
Kettler kom af en gammel vestfalisk adelig familie og var niende barn af den tyske Ridder Gotthard Kettler zu Melrich (nævnt 1527–56) og hans hustru Sophie af Nesselrode. Gotthards storebror Wilhelm Kettler var biskop af Münster fra 1553 til 1557.
I 1554 blev Gotthard Kettler Komtur af Dünaburg og i 1557 Komtur af Fellin. Under den livlandske krig fulgte han i 1559 Wilhelm von Fürstenberg som stormester af den Tyske Orden i Livland. Terra Mariae kom under stigende pres fra Tsar Ivan den Grusomme. Kettler konverterede til lutheranismen og sekulariserede Kurland og Semgallen. På grundlag af Vilniuspagten (28. november 1561) skabte han Hertugdømmet Kurland og Semgallen som lydstat af Storfyrstendømmet Litauen, som snart indgik i Den polsk-litauiske realunion.
Den 11. marts 1566 blev Kettler gift med Anna, hertuginde af Mecklenburg (14. oktober 1533 – 4. juli 1602), datter af hertug Albrekt 7. af Mecklenburg-Güstrow og prinsesse Anna af Brandenburg. Kettler døde den 17. maj 1587 i Mitau. Hans arvinger regerede Hertugdømmet Kurland og Semgallen til 1737.